# Alexis Miellet
Alexis Miellet (* 5. Mai 1995 in Dijon) ist ein französischer Leichtathlet, der sich auf den 1500-Meter-Lauf und die 3000 Meter Hindernis spezialisiert hat. 2024 feierte er mit dem Titel im Hindernislauf bei den Europameisterschaften in Rom seinen größten sportlichen Erfolg.

## Sportliche Laufbahn
Alexis Miellet trat erstmals 2012 in nationalen Juniorenmeisterschaften in den Mittelstreckenläufen an. Zudem startet er auch in Crossläufen, wo er 2013 bei den Europameisterschaften in Belgrad die Goldmedaille in der Juniorenteamwertung gewann. Dazu kommen zwei weitere Medaillen, die er im Team, bzw. dem Mixed-Team, 2018 und 2019 gewinnen konnte.
2014 trat er bei den U20-Weltmeisterschaften in Eugene über 1500 Meter an, bei denen er das Finale erreichte und in 3:45,28 min den achten Platz belegte. Ein Jahr später folgten die U23-Europameisterschaften in Tallinn. Dort konnte er sich für das Finale qualifizieren, in dem er den neunten Platz belegte. Zwei Jahre später trat er erneut bei den U23-Europameisterschaften an, bei denen er abermals Neunter wurde. Im August konnte der Student der Universität von Burgund in 3:43,91 min die Silbermedaille bei der Universiade gewinnen. 2018 wurde er Vierter bei den Mittelmeerspielen.
Im August 2018 trat Miellet bei den Europameisterschaften in Berlin an. Als Zehnter seines Vorlaufs verpasste er den Einzug in das Halbfinale und belegte final den 28. Platz. Ein Jahr später trat er auch bei den Weltmeisterschaften in Doha über 1500 Meter an. Zuvor hatte er im Laufe der Saison neue Bestleistungen über die 800 und die 1500 Meter aufgestellt. Bei den Meisterschaften gelang ihm als Zweiter seines Vorlaufs der Einzug in das Halbfinale. Im ersten Halbfinallauf schied er allerdings als Achter aus und landete auf dem insgesamt 17. Platz. 2021 qualifizierte sich Miellet zum ersten Mal für die Olympischen Sommerspiele. In Tokio lief er Anfang August seinen Vorlauf in 3:41,23 min und verpasste damit den Einzug in das Halbfinale.
2024 feierte Miellet mit dem Gewinn der Goldmedaille im 3000-Meter-Hindenrislauf den bislang größten Erfolg seiner sportlichen Karriere, nachdem er im selben Jahr erst in dieser Disziplin an den Start ging. Im Finale lief er in 8:14,01 min eine neue Bestzeit und sorgte vor dem Zweitplatzierten, Djilali Bedrani, für einen französischen Doppelsieg.
Im Laufe seiner sportlichen Karriere siegte Miellet bislang insgesamt dreimal bei den Französischen Meisterschaften im 1500-Meter-Lauf (2018–2020).

## Wichtige Wettbewerbe
| Jahr                   | Veranstaltung             | Ort                    | Platz                  | Disziplin              | Weite/Zeit             |
| Startet für Frankreich | Startet für Frankreich    | Startet für Frankreich | Startet für Frankreich | Startet für Frankreich | Startet für Frankreich |
| ---------------------- | ------------------------- | ---------------------- | ---------------------- | ---------------------- | ---------------------- |
| 2014                   | U20-Weltmeisterschaften   | Eugene                 | 8.                     | 1500 m                 | 3:45,28 min            |
| 2015                   | U23-Europameisterschaften | Tallinn                | 9.                     | 1500 m                 | 3:46,57 min            |
| 2017                   | U23-Europameisterschaften | Bydgoszcz              | 9.                     | 1500 m                 | 3:51,05 min            |
| 2017                   | Universiade               | Taipeh                 | 2.                     | 1500 m                 | 3:43,91 min            |
| 2018                   | Mittelmeerspiele          | Tarragona              | 4.                     | 1500 m                 | 3:38,04 min            |
| 2018                   | Europameisterschaften     | Berlin                 | 28.                    | 1500 m                 | 3:51,61 min            |
| 2019                   | Weltmeisterschaften       | Doha                   | 17.                    | 1500 m                 | 3:37,39 min            |
| 2021                   | Olympische Sommerspiele   | Tokio                  | 33.                    | 1500 m                 | 3:41,23 min            |
| 2024                   | Europameisterschaften     | Rom                    | 1.                     | 3000 m Hindernis       | 8:14,01 min            |

## Persönliche Bestleistungen
Freiluft
- 400 m: 49,92 s, 12. April 2014, Chenove
- 800 m: 1:45,88 min, 2. Juli 2019, Marseille
- 1500 m: 3:34,23 min, 12. Juli 2019, Monaco
- 3000 m: 8:07,65 min, 5. Mai 2019, Dijon
- 3000 m Hindernis: 8:14,01 min, 10. Juni 2024, Rom

Halle
- 3000 m: 7:56,87 min, 12. Februar 2022, Metz